# Salvaterra (Pará)
Salvaterra, amtlich portugiesisch Município de Salvaterra, ist eine Gemeinde im brasilianischen Bundesstaat Pará auf der Insel Marajó. Die Bevölkerungszahl wurde zum 1. Juli 2019 auf 23.752 Einwohner geschätzt, die auf einer Gemeindefläche von rund 918,6 km² leben und Salvaterrenser (salvaterrenses) genannt werden. Über den Porto de Camará und den Rio Camará ist es einer der Hauptzugänge zur Insel. 

## Geographie
Umliegende Gemeinden sind Soure und Cachoeira do Arari.
Das Biom ist Amazonischer Regenwald.

### Klima
Die Gemeinde hat tropisches Klima, Am nach der Klimaklassifikation nach Köppen und Geiger. Die Durchschnittstemperatur ist 27,4 °C. Die durchschnittliche Niederschlagsmenge liegt bei 2753 mm im Jahr.